# Campanula alaskana
Campanula alaskana är en klockväxtart som först beskrevs av Asa Gray, och fick sitt nu gällande namn av William Franklin Wight och J.P.Anderson. Campanula alaskana ingår i släktet blåklockor, och familjen klockväxter. Inga underarter finns listade i Catalogue of Life.